# Austin App
Austin Joseph App (* 24. Mai 1902 in Milwaukee, Wisconsin; † 4. Mai 1984) war ein US-amerikanischer Mediävist deutscher Abstammung. Er verteidigte das Dritte Reich auch nach dem amerikanischen Eintritt in den Zweiten Weltkrieg und leugnete nach 1945 den Holocaust. Er gilt manchen Historikern als der erste Holocaustleugner.

## Leben
Seine Eltern waren aus Deutschland nach Wisconsin ausgewandert und arbeiteten dort als Bauern in einem stark von Deutschamerikanern geprägten Milieu. Er erhielt den Bachelors Abschluss vom St. Francis Seminary unweit Milwaukee im Jahr 1923. Er promovierte in Anglistik (Schwerpunkt Mittelalter) an der Catholic University of America, wo er 1929 den Ph.D. erhielt. An derselben Universität dozierte er Anglistik von 1929 bis 1935. Anschließend wurde er an die University of Scranton berufen, wo er 1935–1942 als Institutsvorstand für Anglistik wirkte.
App veröffentlichte ausgesprochen viele Beiträge in Fachperiodika und populären Zeitschriften. Seine Veröffentlichungen waren in katholischen Blättern weit verbreitet, etwa The Catholic Home Journal, Magnificat, Queen’s Work und The Victorian. Wie er selber behauptete, galten ihm Themen wie gepflegter Sprache, guten Manieren und Courtousie als zu leistende Kulturarbeit.
App, der zeitlebens ledig blieb, war ein engagierter Redner und Verfasser von Leserbriefen. Öfter klagte er ab 1941 über die Folgen des amerikanischen Kriegseintrittes. Er behauptete, dass die Achsenmächte ohne Amerikas Kriegseinsatz den Krieg gewonnen hätten. Diese Briefe wurden selten veröffentlicht.
In einem für seine Generation typischen literaturwissenschaftlichen Ansatz befasste sich App mit der Frage nach Tugend- und Wahrheitsgehalt in Romanen und anderen Schriftgattungen. Seine 1948 veröffentlichte Aufsatzsammlung wendet sich u. a. den Themen „Sünde und Versuchung in der Literatur“ sowie analytische Hilfen zur Beurteilungen des „ethischen Gehaltes“ eines Romans.
App wurde 1945 zum Präsidenten der „Federation of American Citizens of German Descent“ und diente mehrere Jahre in dieser Kapazität. In den 1950er Jahren schrieb er öfter Artikel für Conde McGinley’s antisemitische Zeitschrift Common Sense. Er gründete den Verlag Boniface Press und wirkte dort jahrelang als Lektor. Der Verlag war nach dem hl. Bonifatius benannt, dem angelsächsischen Missionar, der den Germanen das Christentum brachte. Er war Mitglied im Redaktionskomitee des revisionistischen Journal of Historical Review von 1980 bis zu seinem Tod.

## Holocaustleugnung
App vertrat in seinem 1973 veröffentlichten Pamphlet The Six Million Swindle acht Axiome, die die Judenvernichtung im Dritten Reich in Frage stellen sollten: 

1. Die Emigration, nicht die Ermordung, sei der Plan des NS-Staates zur Lösung des „jüdischen Problems“.
2. In deutschen Konzentrationslagern seien keine Juden ermordet worden.
3. Die seit dem Zweiten Weltkrieg vermissten Juden seien aus Sowjetterritorien, nicht aus von Deutschen besetzten Gebieten verschwunden.
4. Die Mehrheit der von NS-Staat ermordeten Juden seien Kriminelle gewesen.
5. Wenn Behauptungen zum Verlauf des Holocaust wahr wären, müsse der Staat Israel seine Archive öffnen.
6. Die Ziffer von sechs Millionen Opfern sei ein Fehlzitat der Aussagen und Dokumente zuständiger Behörden.
7. Die gegen Deutschland Klagenden hätte die Beweisführung für die Zahl „sechs Millionen“ noch nicht erbracht.
8. Es seien schwerwiegende Abweichungen in der Kalkulation der Opferstatistiken.

App trug wesentlich zur Gründung des Institute for Historical Review bei, eines Zentrums der Holocaustleugnung, das 1978 in Kalifornien entstand.

## Schriften (Auswahl)
- Lancelot in English Literature. His Rôle and Character (Washington, Catholic University of America, Dissertation, 1929).
- Edwin Arlington Robinson’s Arthurian Poems. In: Thought. Band 10, Nr. 3, 1935, S. 468–479, doi:10.5840/thought193510328.
- History’s Most Terrifying Peace. Selbstverlag, San Antonio TX 1947, (deutsch: Der erschreckendste Friede der Geschichte. Hellbrunn, Salzburg 1947).
- Ravishing the Women of Conquered Europe. The big Three Liberators at work having a wonderful time raping and debauching the women of Germany, Austria and Hungary, re-educating them to become good Christians! Boniface Press, Philadelphia PA 1946, (Pamphlet; deutsch: Den Frauen des eroberten Europa Gewalt antun. Die großen Drei Befreier bei der Arbeit haben eine wundervolle Zeit damit, die Frauen in Deutschland, Österreich und Ungarn zu vergewaltigen und zu verderben, um sie zu guten Christinnen umzuerziehen!) Selbstverlag, San Antonio TX 1947.
- The Way to Creative Writing. Bruce Publishers, Milwaukee WI 1954.
- Making the Later Years Count. For a healthy, well-provided, blessed Old Age. Bruce Publishers, Milwaukee WI 1960.
- The Rooseveltian Concentration Camps For Japanese-Americans, 1942–46. Boniface Press, Philadelphia PA 1967.
- The Six Million Swindle. Blackmailing the German People for Hard Marks with Fabricated Corpses. Boniface Press, Takoma Park MD 1973.
- A straight look at the Third Reich. Hitler and National Socialism, how right? how wrong? Boniface Press, Takoma Park MD 1974.
- The Curse of Anti-Anti-Semitism. Making Pontius Pilates out of Politicians. Boniface Press, Takoma Park MD 1976.
- German-American Voice for Truth and Justice. Autobiography. Boniface Press, Takoma Park MD 1977.
- The Sudeten-German Tragedy. Boniface Press, Takoma Park MD 1979.